# كالي نيمينن
كالي نيمينن (بالفنلندية: Kalle Nieminen)‏ هو عداء مسافات طويلة فنلندي، ولد في 26 أبريل 1878، وتوفي في 1971.

## وصلات خارجية
- كالي نيمينن على موقع أوليمبيديا (الإنجليزية)